# 연예세상 - 위클리 엔터테인먼트
연예세상 - 위클리 엔터테인먼트는 2000년 6월 25일부터 2001년 10월 21일까지  일요일 오후 8시에 방영되었던 ITV 경인방송 예능 정보 프로그램이다.
1. ↑  맹경환 (2000년 6월 16일). “경인방송 개편…SBS에 도전장”. 국민일보. 2021년 10월 16일에 확인함.